# Marion Welter
Marion Welter (* 1965 in Luxemburg) ist eine luxemburgische Sängerin.

## Leben
Nach ihrer Gesangsausbildung am Conservatoire de musique in Luxemburg sang sie bei diversen Gruppen im Bereich Jazz, Pop und Folklore. Sie wurde ausgewählt, Luxemburg beim Eurovision Song Contest 1992 in Malmö zu vertreten. Mit dem luxemburgischsprachigen Schlager Sou fräi (dt.: So frei), welcher von Jang Linster komponiert wurde, zusammen mit der Band Kontinent konnte sie nur den drittletzten Platz erreichen. Vor und während ihres Auftritts hatte sie einen akuten Anfall von Malaria, der ihr wie schwere Migräne vorkam. Sie hatte sich bei einem Kenia-Urlaub im Jahr 1990 mit Malaria angesteckt.
Sie blieb der Musik treu und tritt weiterhin mit Bands oder auf Musical-Galas auf.